# Voo

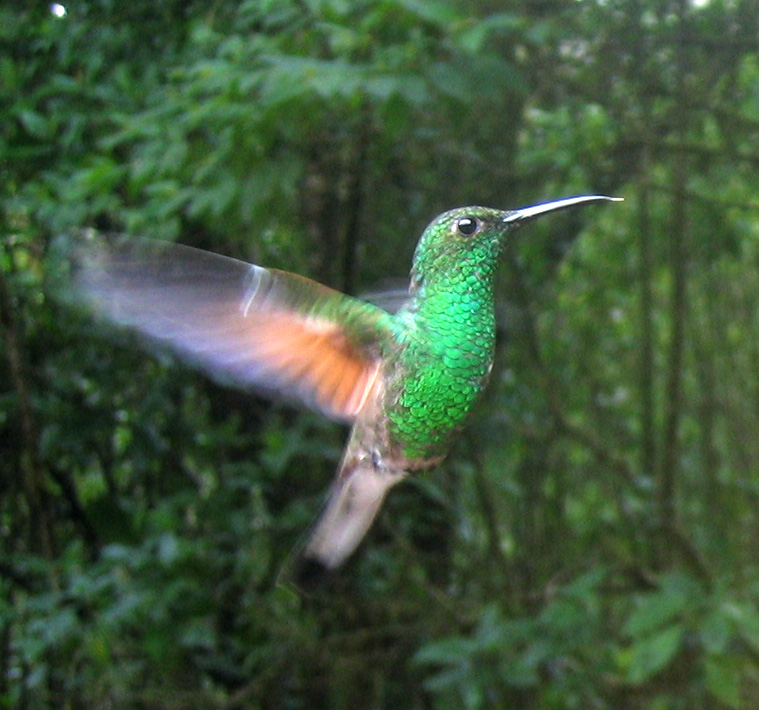
Beija-flor voando.

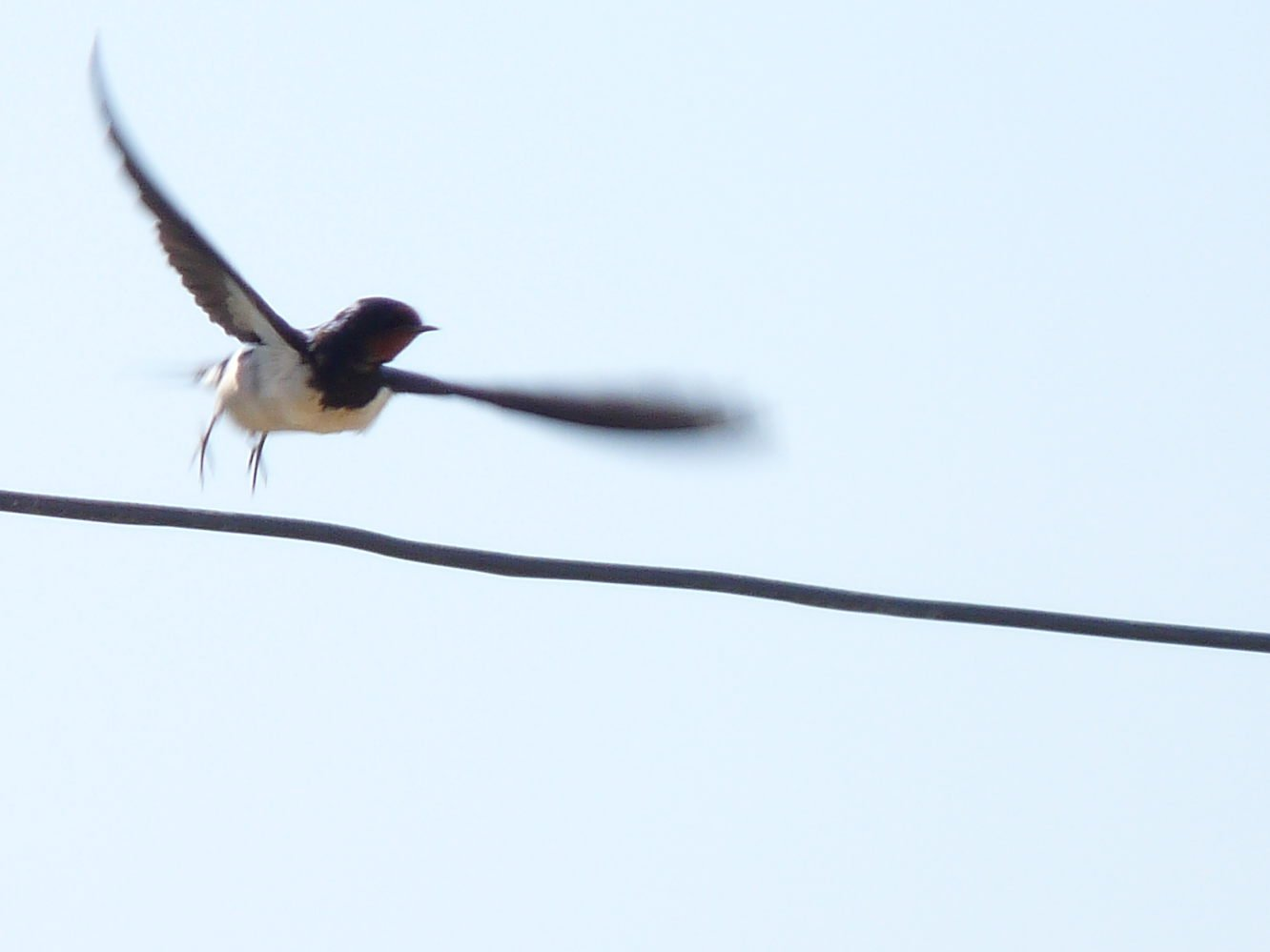
Andorinha voando.

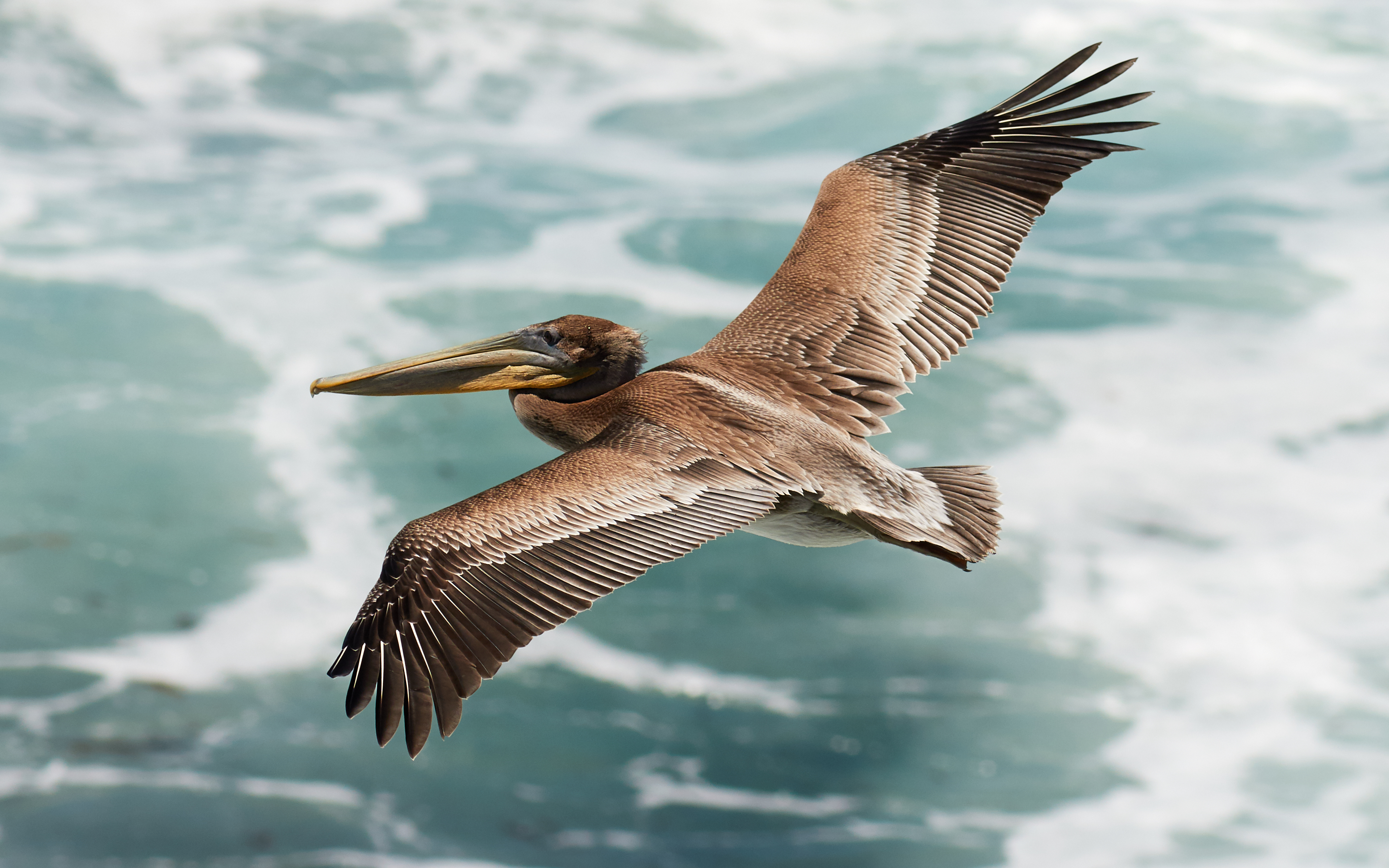
Pelicano-pardo voando.

O voo (FO 1943: vôo) é a ação de voar, aerodinamicamente, utilizando sustentação, ou aerostaticamente, utilizando flutualidade. Pode ser mecânico (no caso das aeronaves) ou biológico (animais que podem voar, tais como muitas espécies de insetos, morcegos e aves). O voo biológico pode ser dividido em voo ativo (verdadeiro), em que há o bater de asas, e a planagem, que seria o voo em que o indivíduo se utilizaria apenas da resistência do ar para pairar.
Muitas coisas podem voar, desde animais aviadores como pássaros, morcegos e insetos, até planadores/paraquedistas naturais como animais patagios, sementes anemocóricas e balistosporos, até invenções humanas como aeronaves, que podem impulsionar naves espaciais e aviões espaciais.
Os aspectos de engenharia do voo são o escopo da engenharia aeroespacial que é subdividida em aeronáutica, o estudo de veículos que viajam pela atmosfera, e astronáutica, o estudo de veículos que viajam pelo espaço, e balística, o estudo do voo de projéteis.

## Tipos

### Voo flutuante

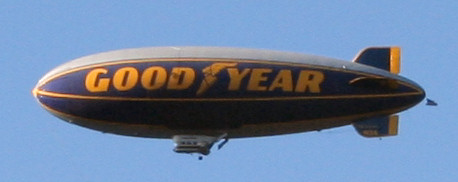
Um dirigível voa porque a força ascendente, do deslocamento do ar, é igual ou maior que a força da gravidade.

Os humanos conseguiram construir veículos mais leves que o ar que se erguem do chão e voam, devido à sua flutuabilidade no ar.
Um aeróstato é um sistema que permanece no ar principalmente através do uso de flutuabilidade para dar à aeronave a mesma densidade geral do ar. Os aeróstatos incluem balões gratuitos, dirigíveis e balões ancorados. O principal componente estrutural de um aeróstato é o seu envelope, uma pele leve que envolve um volume de gás de elevação para fornecer flutuabilidade, ao qual outros componentes são anexados.
Os aeróstatos são assim chamados porque usam sustentação "aerostática", uma força de empuxo que não requer movimento lateral através da massa de ar circundante para efetuar uma força de sustentação. Por outro lado, os aerodynes usam principalmente a sustentação aerodinâmica, que requer o movimento lateral de pelo menos uma parte da aeronave através da massa de ar circundante.

### Voo aerodinâmico

#### Voo não motorizado versus voo motorizado
Algumas coisas que voam não geram impulso propulsor pelo ar, por exemplo, o esquilo voador. Isso é chamado de deslizamento. Algumas outras coisas podem explorar o ar ascendente para escalar, como aves de rapina e planadores feitos pelo homem. Isso é chamado de subida. No entanto, a maioria das outras aves e todas as aeronaves motorizadas precisam de uma fonte de propulsão para subir. Isso é chamado de voo motorizado.

#### Voo de animais

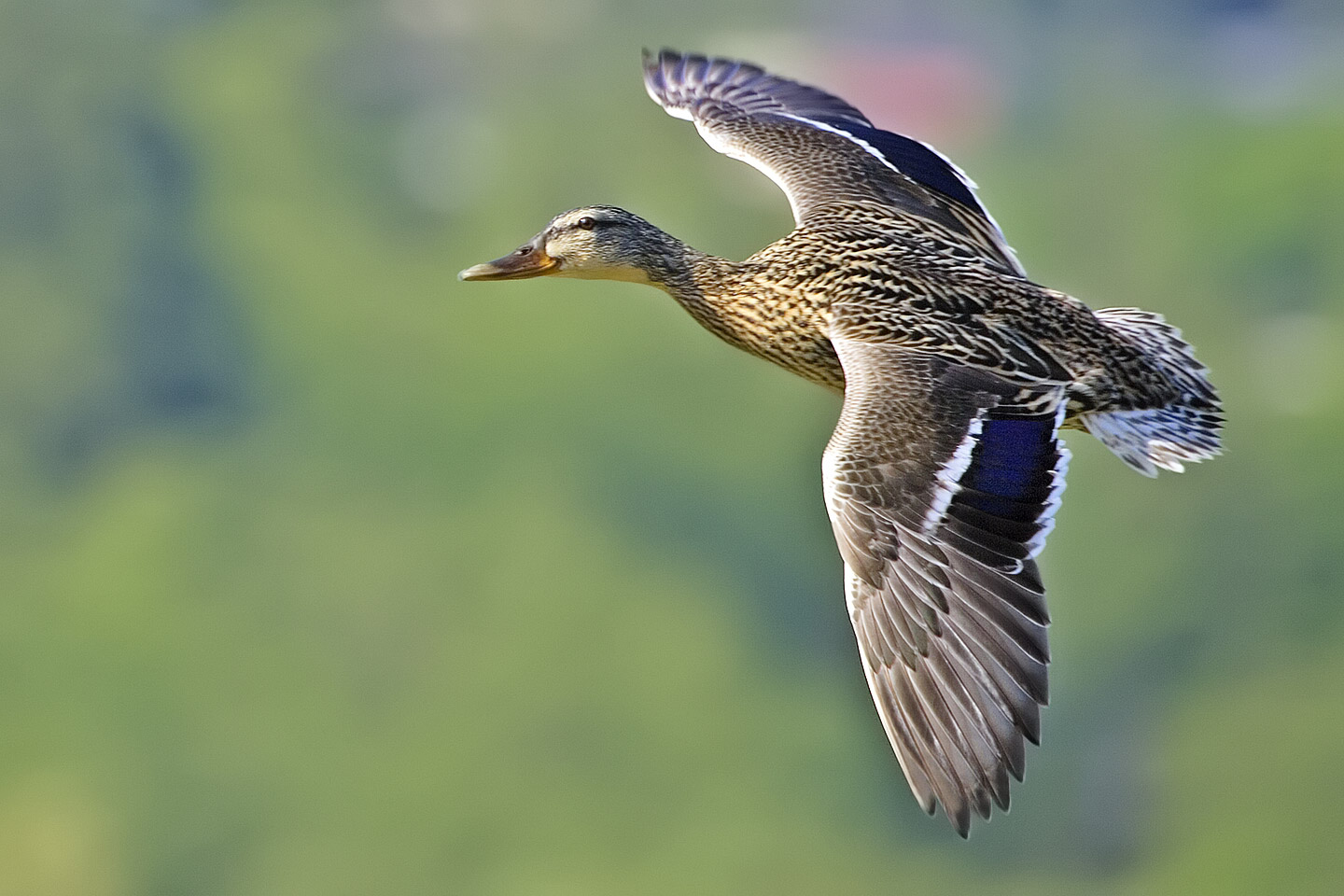
Um pato-real fêmea voando.

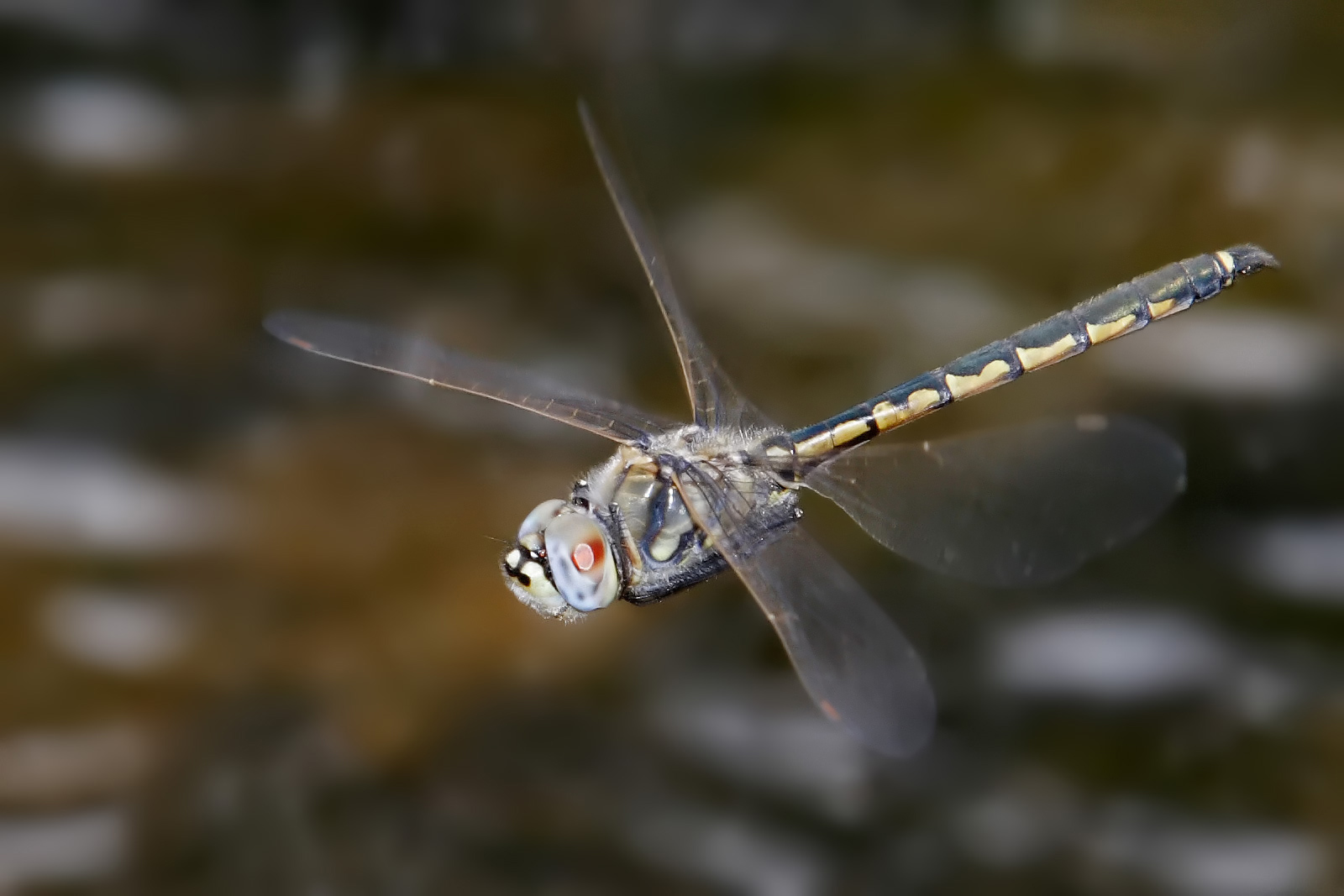
Uma Libélula esmeralda.

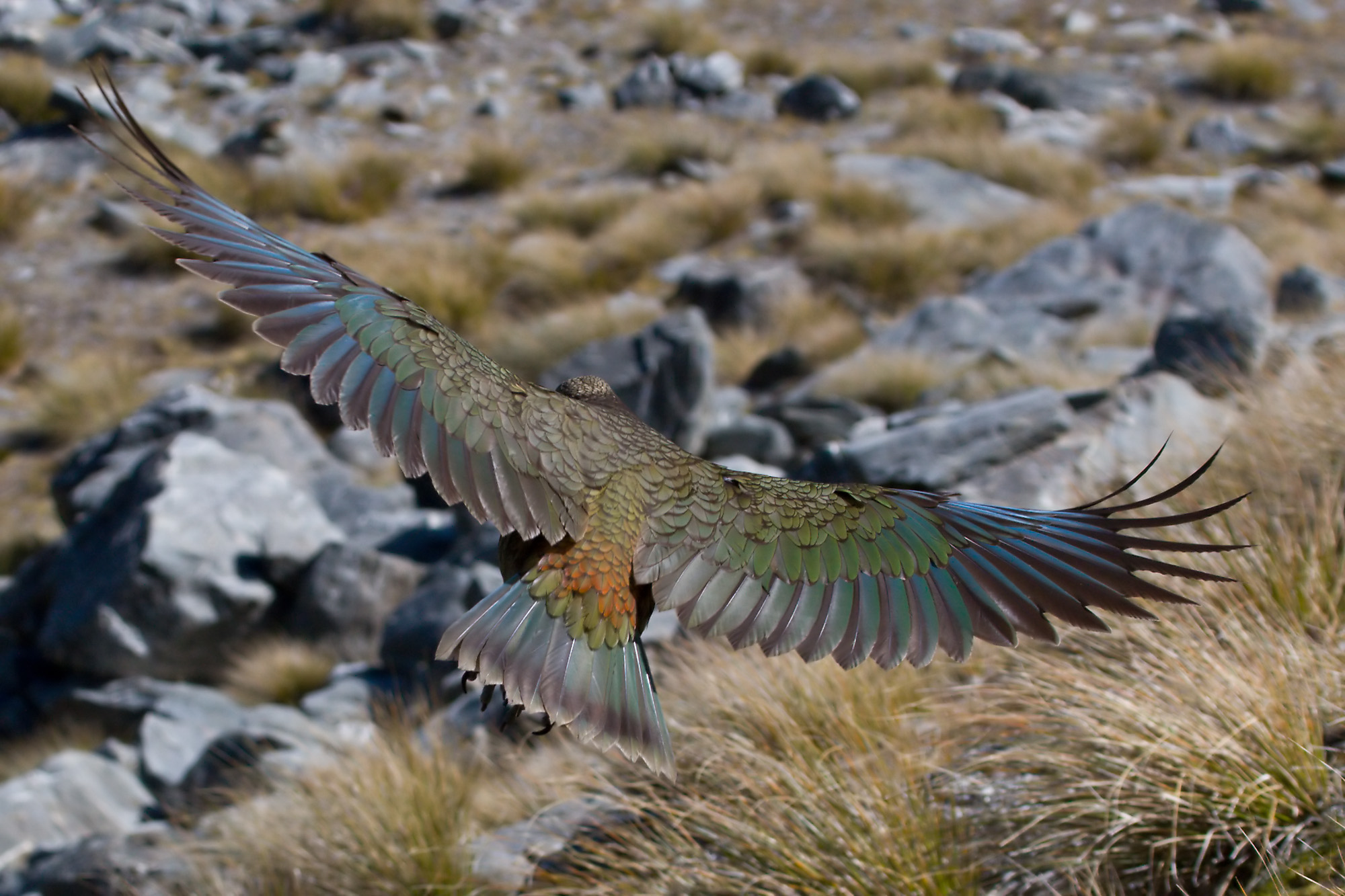
Um Papagaio-da-Nova-Zelândia voando.

Os únicos grupos de seres vivos que usam voo motorizado são pássaros, insetos e morcegos, enquanto muitos grupos evoluíram como planadores. Os extintos pterossauros, uma ordem de répteis contemporânea dos dinossauros, também foram animais voadores de muito sucesso. As asas de cada um desses grupos evoluíram independentemente, sendo os insetos o primeiro grupo de animais a desenvolver o voo. As asas dos grupos de vertebrados voadores são todas baseadas nos membros anteriores, mas diferem significativamente na estrutura; as de insetos são consideradas versões altamente modificadas de estruturas que formam brânquias na maioria dos outros grupos de artrópodes.
Os morcegos são os únicos mamíferos capazes de sustentar o voo nivelado. No entanto, existem vários mamíferos planadores que são capazes de deslizar de árvore em árvore usando membranas carnudas entre seus membros; alguns podem viajar centenas de metros dessa maneira com pouca perda de altura. As rãs voadoras usam pés palmados muito alargados para um propósito semelhante, e há lagartos voadores que dobram suas costelas móveis em um par de superfícies planas de deslizamento. As cobras voadoras também usam costelas móveis para achatar seu corpo em uma forma aerodinâmica, com um movimento para frente e para trás muito parecido com o que eles usam no chão.
Os peixes voadores podem planar usando barbatanas semelhantes a asas e foram observados voando por centenas de metros. Acredita-se que essa habilidade foi escolhida pela seleção natural porque era um meio eficaz de escapar de predadores subaquáticos. O voo mais longo registrado de um peixe voador foi de 45 segundos.
A maioria dos pássaros voa, com algumas exceções. As maiores aves, o avestruz e a emu, são aves terrestres que não voam, assim como os agora extintos dodôs e os Phorusrhacids, que eram os predadores dominantes da América do Sul na era cenozóica. Os pinguins não voadores têm asas adaptadas para uso debaixo d'água e usam os mesmos movimentos de asas para nadar que a maioria das outras aves usam para voar. A maioria das pequenas aves que não voam são nativas de pequenas ilhas e levam um estilo de vida em que o voo ofereceria pouca vantagem.
Entre os animais vivos que voam, o albatroz errante tem a maior envergadura, até 3,5 metros (11 pés); a abetarda tem o maior peso, chegando a 21 kg (46 libras).
A maioria das espécies de insetos pode voar como adultos. O voo dos insetos faz uso de qualquer um dos dois modelos aerodinâmicos básicos: criando um vórtice de ponta, encontrado na maioria dos insetos, e usando palmas e arremessos, encontrados em insetos muito pequenos, como tripes.

#### Vertebrados
A planagem e o voo verdadeiro surgiram algumas vezes independentemente na filogenia dos vertebrados, fazendo esses caracteres, às vezes correlacionados, ficarem espalhados tanto nos grupos viventes quanto naqueles que só temos acesso por registros fósseis. Assim, temos duas principais hipóteses para a origem do voo ativo, sendo a primeira a partir da planagem e a segunda do chão para o céu. Na primeira, alguns dinossauros já com penas e asas teriam começado a saltar de árvores e planar até o chão e só depois outras adaptações que permitem a sustentação do corpo do animal com o bater de asa teriam sido selecionadas. Na segunda hipótese, essas adaptações que permitiram o animal levantar voo diretamente do chão teriam surgido primariamente, não havendo, portanto, relação evolutiva com a planagem.

#### Mecânico

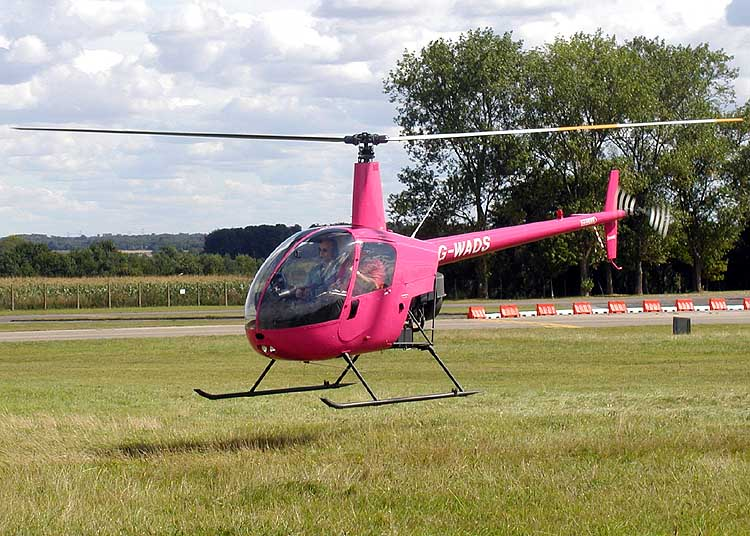
Um Robinson R22 Beta em 2003.

O voo mecânico é o uso de uma máquina para voar. Essas máquinas incluem aeronaves como aviões, planadores, helicópteros, autogiros, dirigíveis, balões, ornitópteros, bem como naves espaciais. Os planadores são capazes de voar sem motor. Outra forma de voo mecânico é o parapente, onde um objeto semelhante a um paraquedas é puxado por um barco. Em um avião, a sustentação é criada pelas asas; a forma das asas do avião são projetadas especialmente para o tipo de voo desejado. Existem diferentes tipos de asas: temperadas, semi-temperadas, varridas, retangulares e elípticas. Uma asa de aeronave às vezes é chamada de aerofólio, que é um dispositivo que cria sustentação quando o ar flui através dela.

#### Supersônico

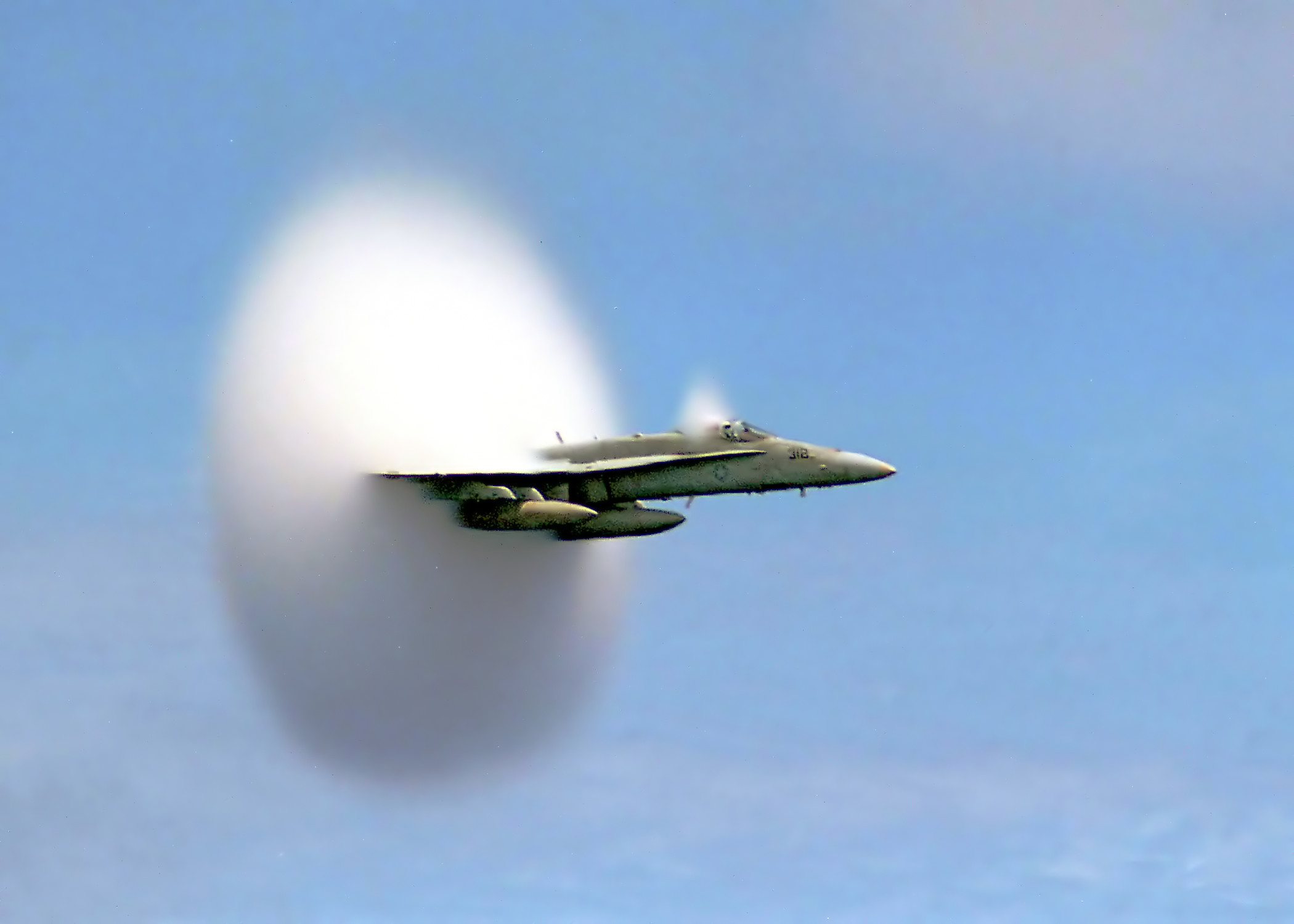
Um F/A-18 da US aproximando-se da barreira do som. A nuvem branca se forma como resultado dos ventiladores de expansão supersônicos que fazem a temperatura do ar ficar abaixo do ponto de orvalho.

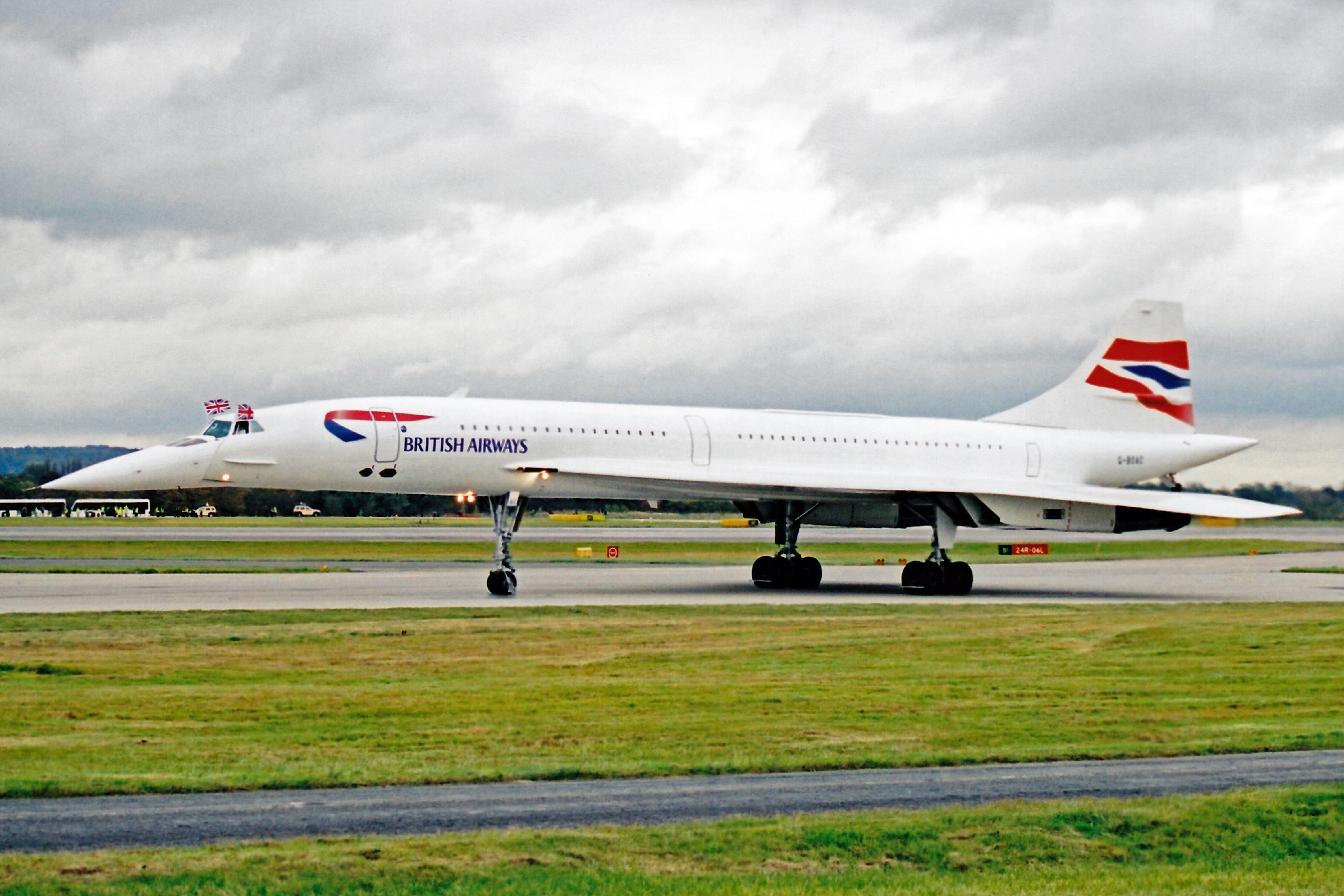
Um concorde da British Airways em 2003.

O voo supersônico é o voo mais rápido que a velocidade do som. O voo supersônico está associado à formação de ondas de choque que formam um estrondo sônico que pode ser ouvido do solo. Essa onda de choque consome muita energia para ser criada e isso torna o voo supersônico geralmente menos eficiente do que o voo subsônico a cerca de 85% da velocidade do som.

#### Hipersônico

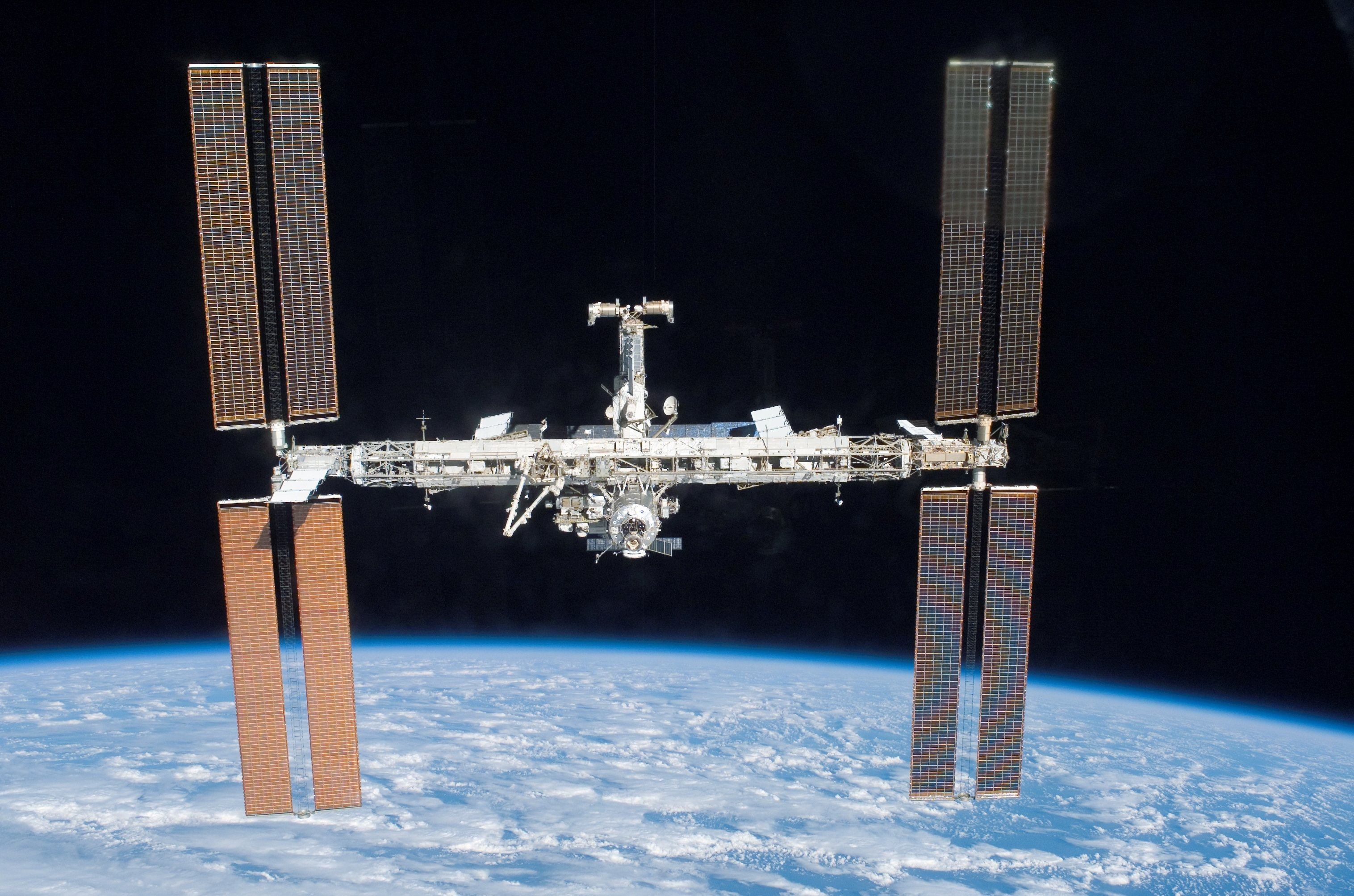
A Estação Espacial Internacional em órbita terrestre.

O voo hipersônico é um voo de velocidade muito alta, onde o calor gerado pela compressão do ar devido ao movimento através do ar causa mudanças químicas no ar. O voo hipersônico é alcançado principalmente pela reentrada de espaçonaves como o ônibus espacial e a Soyuz.

### Balístico

#### Atmosférico
Algumas coisas geram pouca ou nenhuma sustentação e se movem apenas ou principalmente sob a ação do momento, da gravidade, do arrasto do ar e, em alguns casos, do empuxo. Isso é chamado de voo balístico. Exemplos incluem bolas, flechas, balas, fogos de artifício etc.

#### Voo espacial
Essencialmente uma forma extrema de voo balístico, o voo espacial é o uso da tecnologia espacial para alcançar o voo de naves espaciais para dentro e através do espaço sideral. Exemplos incluem mísseis balísticos, voos espaciais orbitais, etc.
O voo espacial é usado na exploração espacial e também em atividades comerciais como turismo espacial e telecomunicações por satélite. Outros usos não comerciais de voos espaciais incluem observatórios espaciais, satélites de reconhecimento e outros Satélite de observação da Terra.
Um voo espacial normalmente começa com o lançamento de um foguete, que fornece o impulso inicial para superar a força da gravidade e impulsiona a espaçonave da superfície da Terra. Uma vez no espaço, o movimento de uma espaçonave; tanto quando sem propulsão quanto quando sob propulsão; é coberto pela área de estudo chamada astrodinâmica. Algumas naves espaciais permanecem no espaço indefinidamente, algumas se desintegram durante a reentrada atmosférica e outras atingem uma superfície planetária ou lunar para pouso ou impacto.

#### Propulsão de estado sólido
Em 2018, pesquisadores do Massachusetts Institute of Technology (MIT) conseguiram pilotar um avião sem partes móveis, movido por um “vento iônico” também conhecido como empuxo eletroaerodinâmico.

## História
Muitas culturas humanas construíram dispositivos que voam, desde os primeiros projéteis, como pedras e lanças, o bumerangue na Austrália, a lanterna de ar quente Kongming e pipas.

### Aviação
George Cayley estudou voo cientificamente na primeira metade do século XIX, e na segunda metade do século XIX Otto Lilienthal fez mais de 200 voos de planador e também foi um dos primeiros a entender o voo cientificamente. Seu trabalho foi replicado e estendido pelos irmãos Wright que fizeram voos planadores e, finalmente, os primeiros voos controlados e estendidos, tripulados.

### Voo espacial
O voo espacial, particularmente o voo espacial humano, tornou-se uma realidade no século XX, após avanços teóricos e práticos de Konstantin Tsiolkovsky e Robert H. Goddard. O primeiro voo espacial orbital foi em 1957, e Yuri Gagarin foi levado a bordo do primeiro voo espacial orbital tripulado em 1961.

## Física

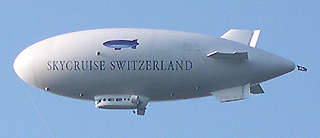
Dirigíveis mais leves que o ar são capazes de voar sem qualquer grande consumo de energia.

Existem diferentes abordagens para o voo. Se um objeto tem uma densidade menor que o ar, então ele é flutuante e é capaz de flutuar no ar sem gastar energia. Uma embarcação mais pesada que o ar, conhecida como aeródina, inclui animais e insetos voadores, aeronaves de asa fixa e aeronaves de asa rotativa. Como a embarcação é mais pesada que o ar, ela deve gerar sustentação para superar seu peso. A resistência ao vento causada pelo movimento da embarcação no ar é chamada de arrasto e é superada pelo empuxo propulsivo, exceto no caso de deslizamento.
Alguns veículos também usam empuxo para voo, por exemplo, foguetes e jatos Harrier Jump.

### Forças

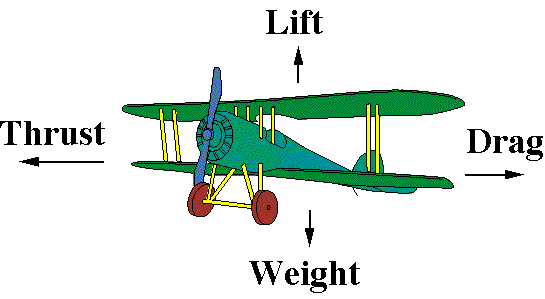
Principais forças que atuam em uma aeronave mais pesada que o ar.

As forças relevantes para o voo são:
- Impulso propulsor[c]
- Elevação, criada pela reação a um fluxo de ar
- Arrasto, criado pelo atrito aerodinâmico
- Peso, criado pela gravidade
- Flutuabilidade, para voo mais leve que o ar

Essas forças devem ser equilibradas para que ocorra um voo estável.

### Empuxo

Forças em uma seção transversal de aerofólio.

Uma aeronave de asa fixa gera empuxo para frente quando o ar é empurrado na direção oposta ao voo. Isso pode ser feito de várias maneiras, incluindo as pás giratórias de uma hélice, ou um ventilador giratório empurrando o ar para fora da parte traseira de um motor a jato, ou ejetando gases quentes de um motor de foguete. O empuxo para frente é proporcional à massa da corrente de ar multiplicada pela diferença de velocidade da corrente de ar. O empuxo reverso pode ser gerado para auxiliar na frenagem após o pouso, invertendo o passo das pás da hélice de passo variável ou usando um reversor de empuxo em um motor a jato. As aeronaves de asa rotativa e aeronaves V/STOL de vetorização de empuxo usam empuxo do motor para suportar o peso da aeronave e a soma vetorial desse empuxo para frente e para trás para controlar a velocidade de avanço.

### Sustentação

A sustentação é definida como o componente da força aerodinâmica que é perpendicular à direção do fluxo e o arrasto é o componente paralelo à direção do fluxo.

No contexto de um fluxo de ar em relação a um corpo voador, a força de sustentação é o componente da força aerodinâmica que é perpendicular à direção do fluxo. A sustentação aerodinâmica resulta quando a asa faz com que o ar circundante seja defletido; o ar então causa uma força na asa na direção oposta, de acordo com a terceira lei do movimento de Newton.
A sustentação é comumente associada à asa de uma aeronave, embora a sustentação também seja gerada por rotores em aeronaves de asas rotativas. Enquanto os significados comuns da palavra "elevação" sugerem que a sustentação se opõe à gravidade, a sustentação aerodinâmica pode ser em qualquer direção. Quando uma aeronave está em cruzeiro, por exemplo, a sustentação se opõe à gravidade, mas a sustentação ocorre em um ângulo ao subir, descer ou inclinar. Em carros de alta velocidade, a força de sustentação é direcionada para baixo, chamada "down-force", para manter o carro estável na estrada.

### Arrastar
Para um objeto sólido movendo-se através de um fluido, o arrasto é o componente da força aerodinâmica ou hidrodinâmica líquida agindo oposta à direção do movimento. Portanto, o arrasto se opõe ao movimento do objeto e, em um veículo motorizado, deve ser superado pelo empuxo. O processo que cria sustentação também causa algum arrasto.

### Relação de elevação para arrasto

Relações de velocidade e arrasto para uma aeronave típica.

A sustentação aerodinâmica é criada pelo movimento de um objeto aerodinâmico através do ar, que devido à sua forma e ângulo desvia o ar. Para voos retos e nivelados sustentados, a sustentação deve ser igual e oposta ao peso. Em geral, asas longas e estreitas são capazes de desviar uma grande quantidade de ar a uma velocidade lenta, enquanto asas menores precisam de uma velocidade de avanço mais alta para desviar uma quantidade equivalente de ar e, assim, gerar uma quantidade equivalente de sustentação. Grandes aeronaves de carga tendem a usar asas mais longas com ângulos de ataque mais altos, enquanto aeronaves supersônicas tendem a ter asas curtas e dependem muito de alta velocidade de avanço para gerar sustentação.
No entanto, esse processo de elevação inevitavelmente causa uma força de retardo chamada arrasto. Como sustentação e arrasto são ambas forças aerodinâmicas, a razão entre sustentação e arrasto é uma indicação da eficiência aerodinâmica do avião. A relação de sustentação para arrasto é a relação L/D, pronunciada "L over D ratio". Um avião tem uma alta relação L/D se produzir uma grande quantidade de sustentação ou uma pequena quantidade de arrasto. A razão sustentação/arrasto é determinada dividindo o coeficiente de sustentação pelo coeficiente de arrasto, CL/CD.
As proporções de sustentação para arrasto para aeronaves práticas variam de cerca de 4:1 para veículos e pássaros com asas relativamente curtas, até 60:1 ou mais para veículos com asas muito longas, como planadores. Um ângulo de ataque maior em relação ao movimento para frente também aumenta a extensão da deflexão e, portanto, gera sustentação extra. No entanto, um ângulo de ataque maior também gera arrasto extra.
A relação de sustentação/arrasto também determina a relação de deslizamento e a faixa de deslizamento. Como a razão de planeio é baseada apenas na relação das forças aerodinâmicas que atuam na aeronave, o peso da aeronave não a afetará. O único efeito que o peso tem é variar o tempo que a aeronave irá planar; uma aeronave mais pesada deslizando em uma velocidade mais alta chegará ao mesmo ponto de pouso em um tempo menor.

### Flutuabilidade
A pressão do ar agindo contra um objeto no ar é maior do que a pressão acima empurrando para baixo. A flutuabilidade, em ambos os casos, é igual ao peso do fluido deslocado; o princípio de Arquimedes vale tanto para o ar quanto para a água.
Um metro cúbico de ar à pressão atmosférica normal e temperatura ambiente tem uma massa de cerca de 1,2 quilogramas, então seu peso é de cerca de 12 newtons. Portanto, qualquer objeto de 1 metro cúbico no ar é impulsionado com uma força de 12 newtons. Se a massa do objeto de 1 metro cúbico for maior que 1,2 quilograma, de modo que seu peso seja maior que 12 newtons, ele cairá no chão quando for solto. Se um objeto deste tamanho tiver uma massa inferior a 1,2 quilogramas, ele sobe no ar. Qualquer objeto que tenha uma massa menor que a massa de um volume igual de ar subirá no ar; em outras palavras, qualquer objeto menos denso que o ar subirá.

### Relação empuxo-peso
A razão empuxo-peso é, como o próprio nome sugere, a razão entre empuxo instantâneo e peso. É um parâmetro adimensional característico de foguetes e outros motores a jato e de veículos movidos por tais motores, tipicamente veículos lançadores espaciais e aviões a jato.
Se a relação empuxo-peso for maior que a força da gravidade local (expressa em g s), então o voo pode ocorrer sem que qualquer movimento para frente ou qualquer sustentação aerodinâmica seja necessária.
Se a razão empuxo-peso vezes a razão sustentação/arrasto for maior que a gravidade local, então a decolagem usando sustentação aerodinâmica é possível.

### Dinâmica de voo

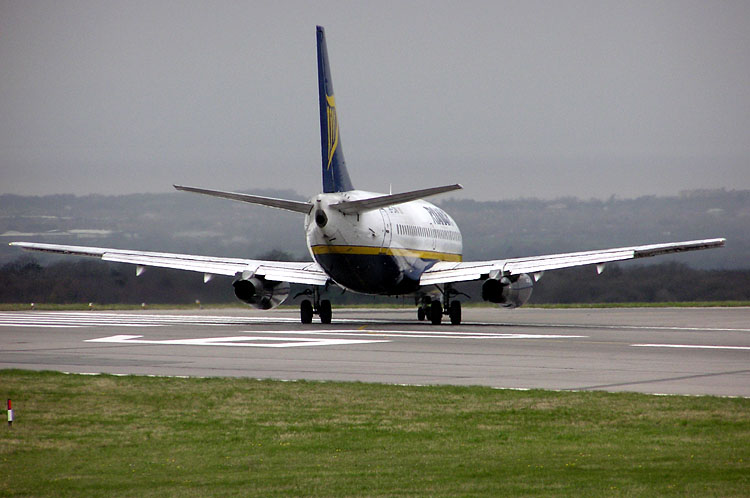
A inclinação para cima das asas e do tailplane de uma aeronave, como visto neste Boeing 737, é chamado de ângulo diedro

A dinâmica de voo é a ciência da orientação e controle de veículos aéreos e espaciais em três dimensões. Os três parâmetros críticos da dinâmica de voo são os ângulos de rotação em três dimensões em torno do centro de massa do veículo, conhecidos como pitch, roll e yaw.

Subida e descida

Guinada

Girada

O controle dessas dimensões pode envolver um estabilizador horizontal, ou seja, "uma cauda", ailerons e outros dispositivos aerodinâmicos móveis que controlam a estabilidade angular, ou seja, a atitude de voo, que por sua vez afeta a altitude, a proa. As asas geralmente são ligeiramente inclinadas para cima; elas têm "ângulo diedro positivo", o que proporciona estabilização de rolagem inerente.

### Eficiência energética
Criar impulso para poder ganhar altura e empurrar o ar para superar o arrasto associado à sustentação exige energia. Diferentes objetos e criaturas capazes de voar variam na eficiência de seus músculos, motores e quão bem isso se traduz em impulso para frente.
A eficiência propulsiva determina quanta energia os veículos geram a partir de uma unidade de combustível.

### Variedade
O alcance que os artigos de voo motorizados podem alcançar é, em última análise, limitado por seu arrasto, bem como quanta energia eles podem armazenar a bordo e com que eficiência podem transformar essa energia em propulsão.
Para aeronaves motorizadas, a energia útil é determinada pela fração de combustível [en]; qual porcentagem do peso de decolagem é combustível, bem como a energia específica do combustível usado.

### Relação peso-potência
Todos os animais e dispositivos capazes de voo sustentado precisam de relações potência-peso relativamente altas para poder gerar sustentação e/ou empuxo suficientes para conseguir decolar.

## Decolagem e pouso
Veículos que podem voar podem ter diferentes maneiras de decolar e pousar. Aeronaves convencionais aceleram ao longo do solo até que seja gerada sustentação suficiente para a decolagem e invertem o processo de pouso. Algumas aeronaves podem decolar em baixa velocidade; isso é chamado de decolagem curta. Algumas aeronaves, como helicópteros e jatos harrier [en], podem decolar e pousar verticalmente. Os foguetes também costumam decolar e pousar verticalmente, mas alguns projetos podem pousar horizontalmente.

## ON&C

### Navegação
A navegação são os sistemas necessários para calcular a posição atual. Em aeronaves, a navegação aérea bem-sucedida envolve pilotar uma aeronave de um lugar para outro sem se perder, infringir as leis aplicáveis às aeronaves ou colocar em risco a segurança das pessoas a bordo ou no solo.
As técnicas utilizadas para a navegação no ar dependerão se a aeronave está voando sob as regras de voo visual (VFR) ou as regras de voo por instrumentos (IFR). Neste último caso, o piloto navegará exclusivamente por meio de instrumentos e auxílios à radionavegação, como beacons, ou conforme orientação radar do controle de tráfego aéreo. No caso VFR, um piloto navegará em grande parte usando o cálculo morto combinado com observações visuais, conhecidas como pilotagem, com referência a mapas apropriados. Isso pode ser complementado com auxílios de radionavegação.

### Orientação
Um sistema de orientação é um dispositivo ou grupo de dispositivos usados na navegação de um navio, aeronave, míssil, foguete, satélite ou outro objeto em movimento. Normalmente, a orientação é responsável pelo cálculo do vetor, ou seja, direção, velocidade, em direção a um objetivo.

### Controle
Um sistema convencional de controle de voo de aeronaves de asa fixa consiste em superfícies de controle de voo, os respectivos controles de cabine, ligações de conexão e os mecanismos operacionais necessários para controlar a direção de uma aeronave em voo. Os controles do motor da aeronave também são considerados como controles de voo, pois mudam de velocidade.

#### Tráfego
No caso das aeronaves, o tráfego aéreo é controlado por sistemas de controle de tráfego aéreo. A prevenção de colisões é o processo de controle de naves espaciais para tentar evitar colisões.

## Segurança
A segurança aérea é um termo que abrange a teoria, investigação e categorização de falhas de voo e a prevenção de tais falhas por meio de regulamentação, educação e treinamento. Também pode ser aplicado no contexto de campanhas que informam o público sobre a segurança das viagens aéreas.